# Такеча
Таке́ча (рос. Такеча) — село у складі Акшинського району Забайкальського краю, Росія. Входить до складу Улачинського сільського поселення.

## Населення
Населення — 199 осіб (2010; 274 у 2002).
Національний склад (станом на 2002 рік):
- росіяни — 94 %